# Flash Linux
Flash Linux – dystrybucja Linuksa oparta na Gentoo, która mieści się na 256 MB USB PenDrive'ie. Dystrybucja zawiera GNOME (jako domyślny pulpit), trochę oprogramowania dla użytkownika oraz 88 MB wolnego miejsca do wykorzystania na dodatkowe pakiety. Istnieje także wersja LiveCD.